# Le Thuel
Le Thuel est une commune française située dans le département de l'Aisne, en région Hauts-de-France.

## Géographie
- 1Carte dynamique
- 2Carte OpenStreetMap
- 3Carte topographique
- 4Carte avec les communes environnantes

### Hydrographie
La commune est située dans le bassin Seine-Normandie. Elle n'est drainée par aucun cours d'eau,.

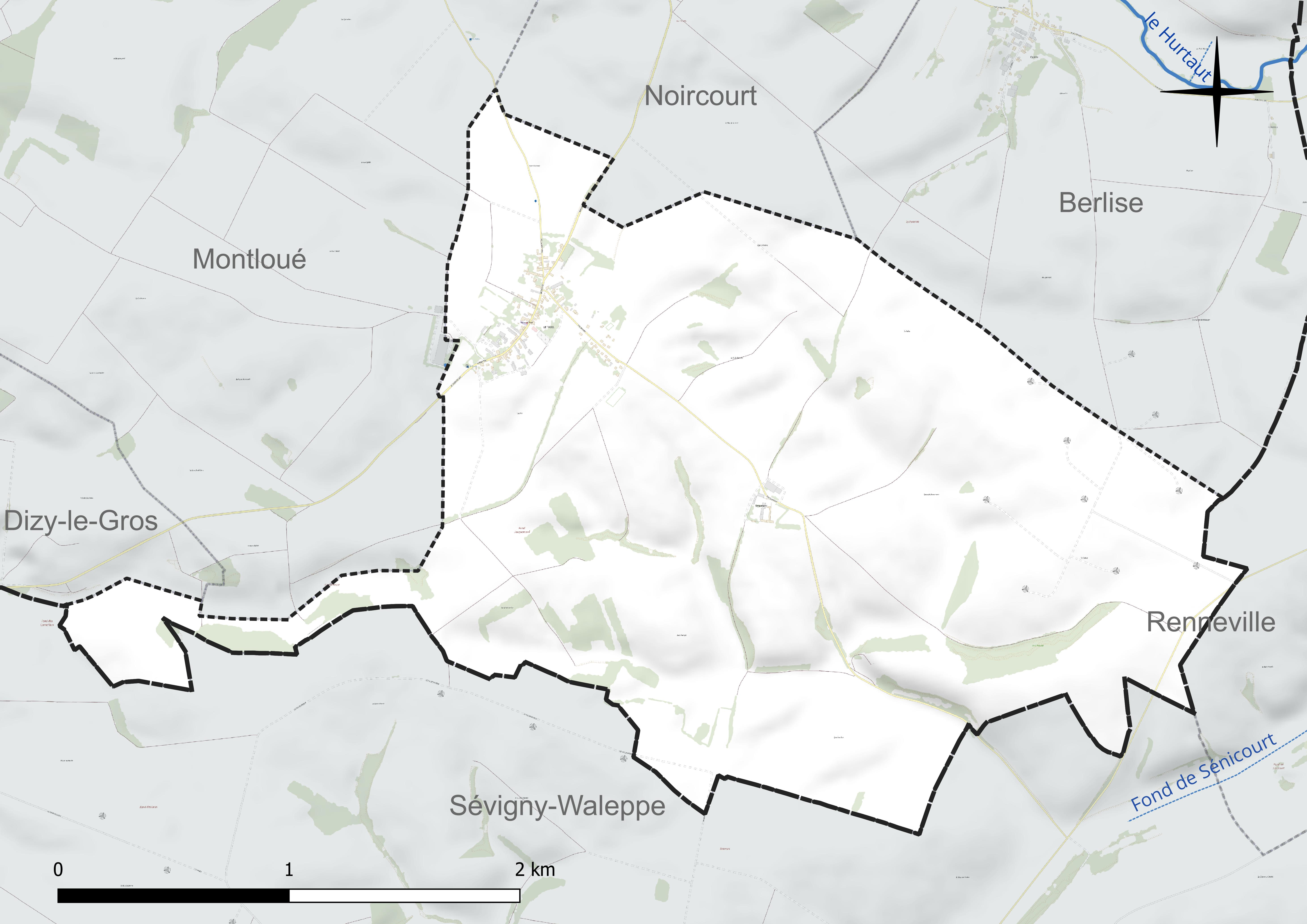
Réseau hydrographique du Thuel.

### Climat
Pour des articles plus généraux, voir Climat des Hauts-de-France et Climat de l'Aisne.
En 2010, le climat de la commune est de type climat des marges montargnardes, selon une étude du CNRS s'appuyant sur une série de données couvrant la période 1971-2000. En 2020, Météo-France publie une typologie des climats de la France métropolitaine dans laquelle la commune est exposée à un climat océanique altéré et est dans la région climatique Nord-est du bassin Parisien, caractérisée par un ensoleillement médiocre, une pluviométrie moyenne régulièrement répartie au cours de l'année et un hiver froid (3 °C).
Pour la période 1971-2000, la température annuelle moyenne est de 10 °C, avec une amplitude thermique annuelle de 15,4 °C. Le cumul annuel moyen de précipitations est de 856 mm, avec 12,8 jours de précipitations en janvier et 9,3 jours en juillet. Pour la période 1991-2020, la température moyenne annuelle observée sur la station météorologique la plus proche, située sur la commune de Banogne-Recouvrance à 9 km à vol d'oiseau, est de 11,1 °C et le cumul annuel moyen de précipitations est de 773,4 mm,. Pour l'avenir, les paramètres climatiques de la commune estimés pour 2050 selon différents scénarios d'émission de gaz à effet de serre sont consultables sur un site dédié publié par Météo-France en novembre 2022.

## Urbanisme

### Typologie
Au 1er janvier 2024, Le Thuel est catégorisée commune rurale à habitat dispersé, selon la nouvelle grille communale de densité à 7 niveaux définie par l'Insee en 2022.
Elle est située hors unité urbaine et hors attraction des villes,.

### Occupation des sols
L'occupation des sols de la commune, telle qu'elle ressort de la base de données européenne d'occupation biophysique des sols Corine Land Cover (CLC), est marquée par l'importance des territoires agricoles (96,1 % en 2018), en augmentation par rapport à 1990 (95 %). La répartition détaillée en 2018 est la suivante : 
terres arables (91,7 %), zones agricoles hétérogènes (4,4 %), zones urbanisées (3,9 %).
L'évolution de l'occupation des sols de la commune et de ses infrastructures peut être observée sur les différentes représentations cartographiques du territoire : la carte de Cassini (XVIIIe siècle), la carte d'état-major (1820-1866) et les cartes ou photos aériennes de l'IGN pour la période actuelle (1950 à aujourd'hui).

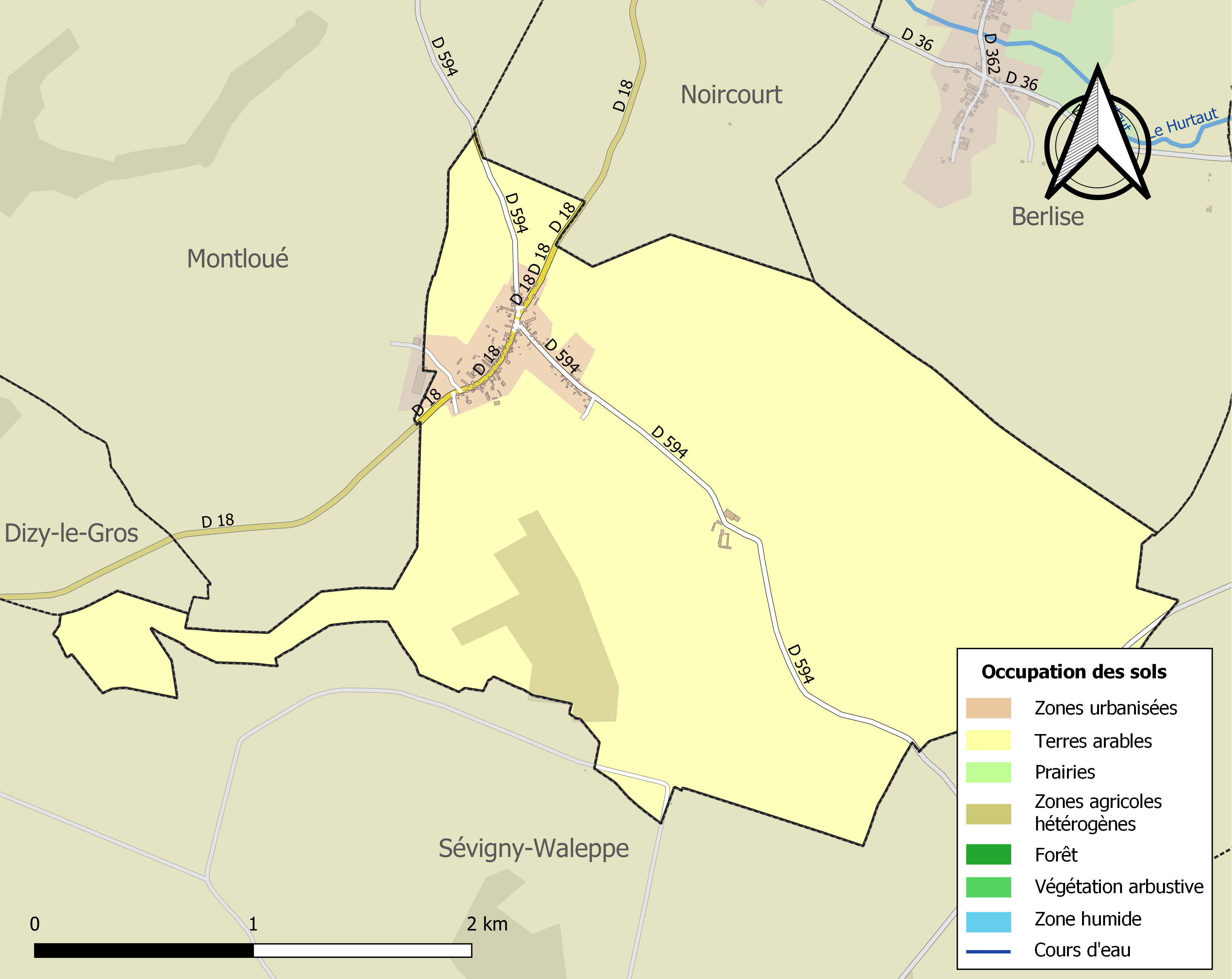
Carte de l'occupation des sols de la commune en 2018 (CLC).

### Habitat et logement
En 2019, le nombre total de logements dans la commune était de 73, alors qu'il était de 74 en 2014 et de 72 en 2009.
Parmi ces logements, 86,3 % étaient des résidences principales, 4,1 % des résidences secondaires et 9,6 % des logements vacants. Ces logements étaient pour 98,6 % d'entre eux des maisons individuelles et pour 0 % des appartements.
Le tableau ci-dessous présente la typologie des logements au Le Thuel en 2019 en comparaison avec celle de l'Aisne et de la France entière. Une caractéristique marquante du parc de logements est ainsi une proportion de résidences secondaires et logements occasionnels (4,1 %) supérieure à celle du département (3,5 %) et à celle de la France entière (9,7 %). Concernant le statut d'occupation de ces logements, 84,4 % des habitants de la commune sont propriétaires de leur logement (81,5 % en 2014), contre 61,6 % pour l'Aisne et 57,5 pour la France entière.
| Typologie                                               | Le Thuel | Aisne | France entière |
| ------------------------------------------------------- | -------- | ----- | -------------- |
| Résidences principales (en %)                           | 86,3     | 86,5  | 82,1           |
| Résidences secondaires et logements occasionnels (en %) | 4,1      | 3,5   | 9,7            |
| Logements vacants (en %)                                | 9,6      | 9,9   | 8,2            |

## Toponymie
Le Thuel est un ancien hameau de Noircourt. En 1883, Noircourt cède ce territoire pour créer la commune de Le Thuel.
Le Thuel serait issu du mot Tilia qui dérive du bas latin tilius à l'origine des noms romans du « tilleul », arbre très répandu sur la commune, ou issu de « tuerie », après une guerre sur le village. Certains prononcent encore le Thué.

## Histoire
La commune est créée en 1883 par détachement de Noircourt.

## Politique et administration

### Rattachements administratifs et électoraux

#### Rattachements administratifs
Le Thuel faisait partie depuis sa création en 1883 de l'arrondissement de Laon du département de l'Aisne. Elle en est détachée  le 1er janvier 2017 pour intégrer l'arrondissement de Vervins
Elle faisait partie depuis  sa création en 1883 du canton de Rozoy-sur-Serre. Dans le cadre du redécoupage cantonal de 2014 en France, cette circonscription administrative territoriale a disparu, et le canton n'est plus qu'une circonscription électorale.

#### Rattachements électoraux
Pour les élections départementales, la commune fait partie depuis 2014 du canton de Vervins
Pour l'élection des députés, elle fait partie de la première circonscription de l'Aisne.

### Intercommunalité
Penvénan était membre de la communauté de communes du Pays du Coquelicot, un établissement public de coopération intercommunale (EPCI) à fiscalité propre créé en 2001 et auquel la commune avait transféré un certain nombre de ses compétences, dans les conditions déterminées par le code général des collectivités territoriales.
Dans le cadre des dispositions de la loi portant nouvelle organisation territoriale de la République du 7 août 2015, qui prévoit que les établissements publics de coopération intercommunale (EPCI) à fiscalité propre doivent avoir un minimum de 15 000 habitants, cette intercommunalité a fusionné avec sa voisine pour former, le 1er janvier 2017, la communauté de communes du Haut Pays du Montreuillois dont est désormais membre la commune.
La commune duThuel est membre de la communauté de communes des Portes de la Thiérache, un établissement public de coopération intercommunale (EPCI) à fiscalité propre créé le 22 décembre 1997 dont le siège est à Rozoy-sur-Serre. Ce dernier est par ailleurs membre d'autres groupements intercommunaux.

### Administration municipale
| Période                                  | Période                         | Identité              | Étiquette | Qualité                                             |
| ---------------------------------------- | ------------------------------- | --------------------- | --------- | --------------------------------------------------- |
| Les données manquantes sont à compléter. |                                 |                       |           |                                                     |
| avant 1988                               |                                 | Pierre Boucher        |           |                                                     |
| Les données manquantes sont à compléter. |                                 |                       |           |                                                     |
| mars 2001                                | février 2006                    | Pierre Van den Hende  |           | Décédé en fonction                                  |
| février 2006                             | mars 2009                       | Jean-Michel Collignon |           | Salarié d'Anquez de Dizy-le-Gros Décédé en fonction |
| 2009                                     | avril 2014                      | Fabrice Van den Hende |           |                                                     |
| avril 2014                               | En cours (au 13 septembre 2022) | David Van den Hende   |           | Contremaître Réélu pour le mandat 2020-2026         |

## Population et société

### Démographie
L'évolution du nombre d'habitants est connue à travers les recensements de la population effectués dans la commune depuis 1886. Pour les communes de moins de 10 000 habitants, une enquête de recensement portant sur toute la population est réalisée tous les cinq ans, les populations de référence des années intermédiaires étant quant à elles estimées par interpolation ou extrapolation. Pour la commune, le premier recensement exhaustif entrant dans le cadre du nouveau dispositif a été réalisé en 2008.

En 2022, la commune comptait 155 habitants, en évolution de −11,43 % par rapport à 2016 (Aisne : −1,97 %, France hors Mayotte : +2,11 %).
| 1886 | 1891 | 1896 | 1901 | 1906 | 1911 | 1921 | 1926 | 1931 |
| ---- | ---- | ---- | ---- | ---- | ---- | ---- | ---- | ---- |
| 253  | 259  | 256  | 213  | 231  | 225  | 190  | 236  | 218  |

| 1936 | 1946 | 1954 | 1962 | 1968 | 1975 | 1982 | 1990 | 1999 |
| ---- | ---- | ---- | ---- | ---- | ---- | ---- | ---- | ---- |
| 201  | 235  | 259  | 191  | 175  | 135  | 164  | 154  | 149  |

| 2006 | 2008 | 2013 | 2018 | 2022 | - | - | - | - |
| ---- | ---- | ---- | ---- | ---- | - | - | - | - |
| 164  | 168  | 179  | 161  | 155  | - | - | - | - |

## Culture locale et patrimoine

### Lieux et monuments

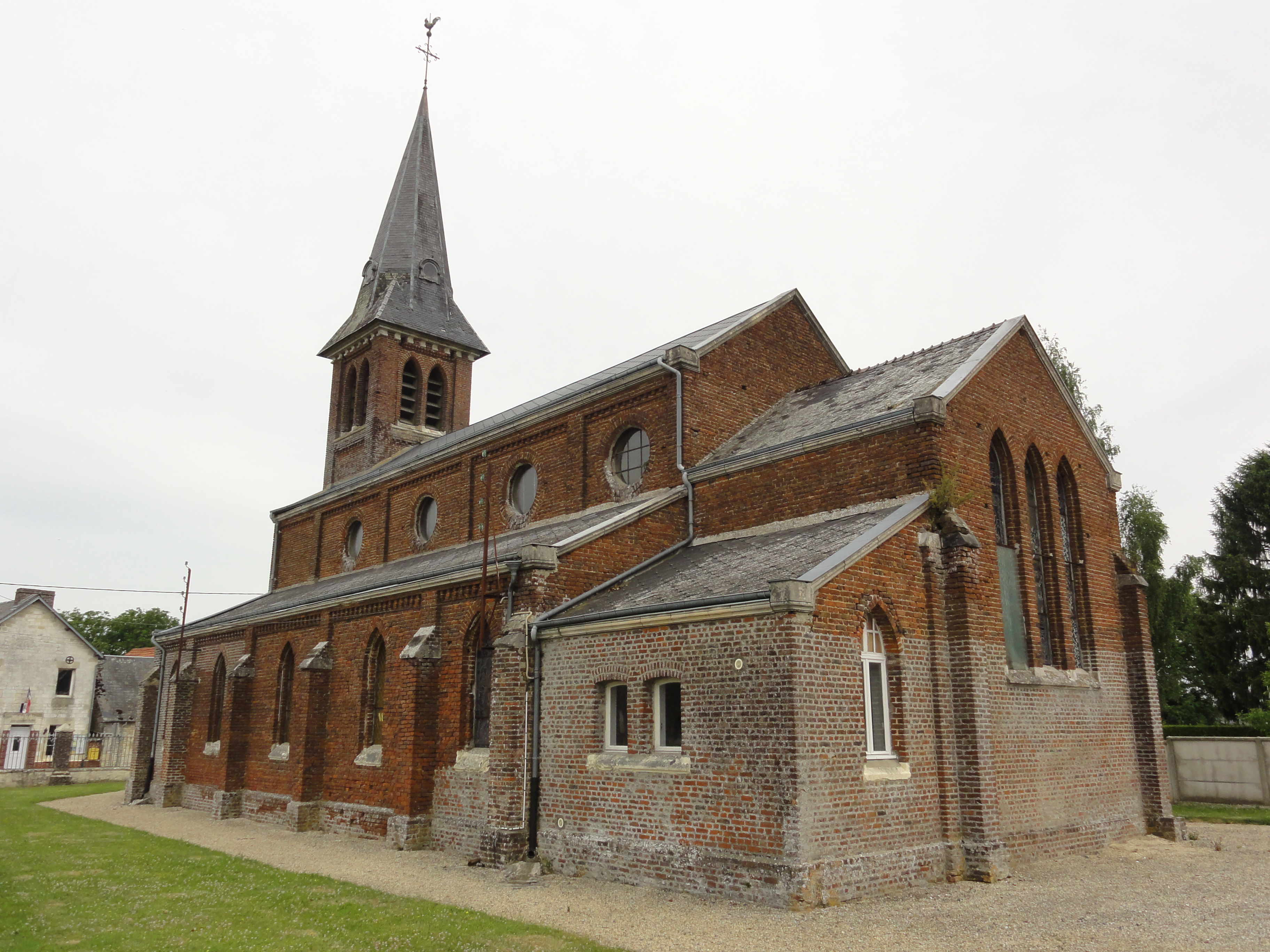
Église Sainte-Madeleine.
- Monument aux morts.
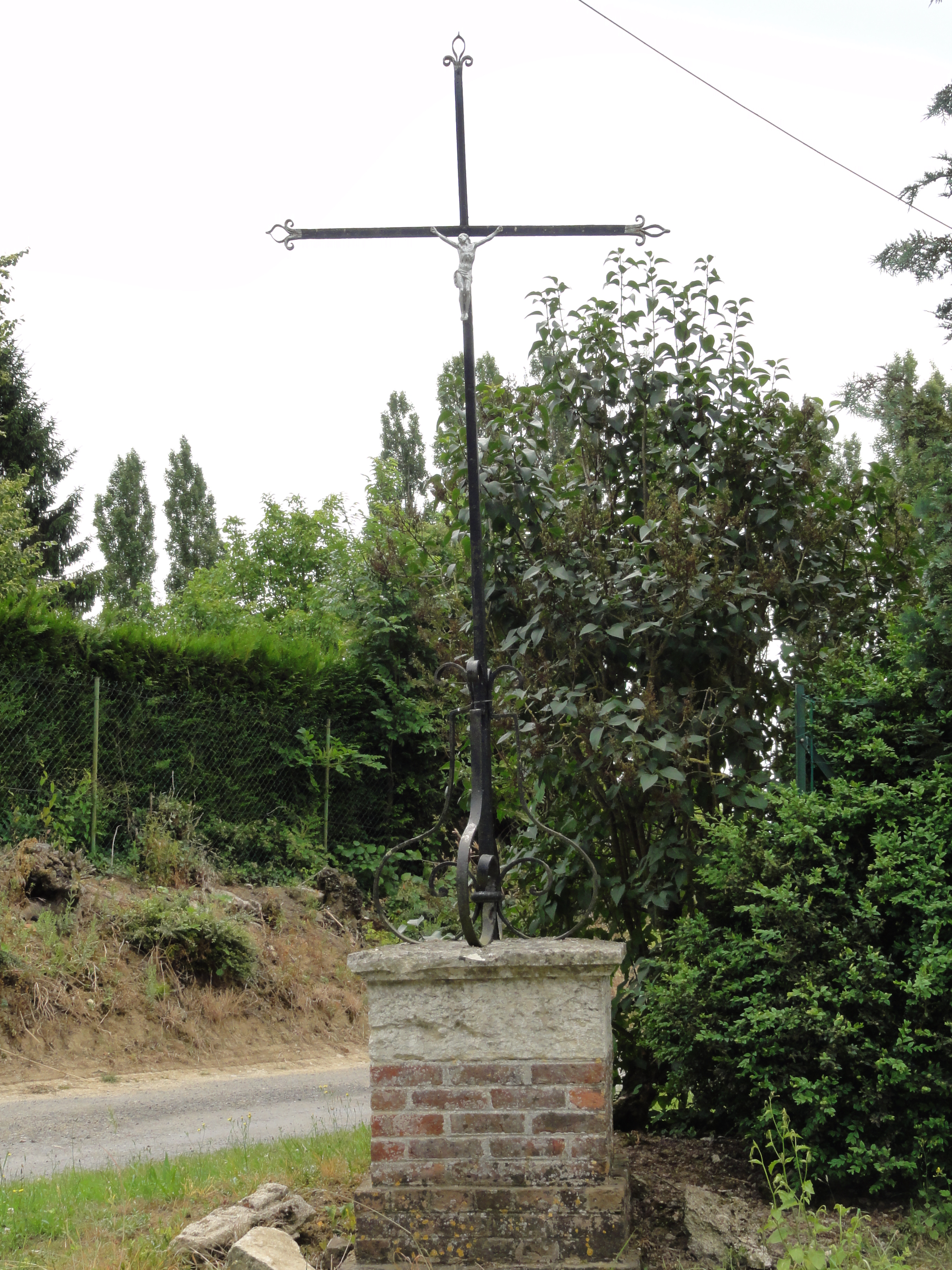
Croix de chemin.

- Église Sainte-Madeleine.
- Croix de chemin.

### Personnalités liées à la commune
Georgette Pommery, épouse Dumay, née en 1864, est une horticultrice et avicultrice passionnée. Primée dans de nombreuses expositions internationales, elle est une des rares femmes à avoir été décorées du Mérite agricole avant la Première Guerre mondiale.[réf. nécessaire]